# N669 (België)
De N669 is een gewestweg in de Belgische provincie Luik. De weg verbindt de N647 bij Elsenborn met de Bundesstraße 399 bij de Duitse grens in Kalterherberg. De route heeft een lengte van ongeveer 7 kilometer.
Vlak bij de grensovergang naar Kalterherberg ligt aan de noordzijde van de weg Küchelscheid.